# Offagne
Offagne (en wallon Ofagne) est une section et un village de la commune belge de Paliseul située en Région wallonne dans la province de Luxembourg.
C'était une commune à part entière avant la fusion des communes de 1977.

## Étymologie
Le nom d'Offagne est tiré du wallon fagne qui signifie « fange » et qui autrefois se prononçait faigne.
À l'origine, on a pu dire aux fanges car l'implantation du village se situait dans un endroit fangeux et marécageux. Plus tard, par corruption d'orthographe, d'au faignes on a fait Offaigne, puis vers 1815 Offagne dans les archives paroissiales.

## Évolution démographique
- Source: DGS, 1831 à 1970=recensements population, 1976= habitants au 31 décembre

## Histoire
Le 24 août 1914, le 118e IR de l'armée allemande y passa par les armes 13 civils et détruisit 22 maisons au cours des atrocités allemandes commises au début de l'invasion dans le village d'Assenois qui avant la fusion des communes faisait partie d'Offagne.

## Économie

### Sylviculture
La section d'Offagne possède 380 hectares de bois feuillus et résineux (bois Saint-Hubert et bois Solmon).